# Calotype
Ne doit pas être confondu avec callitype.

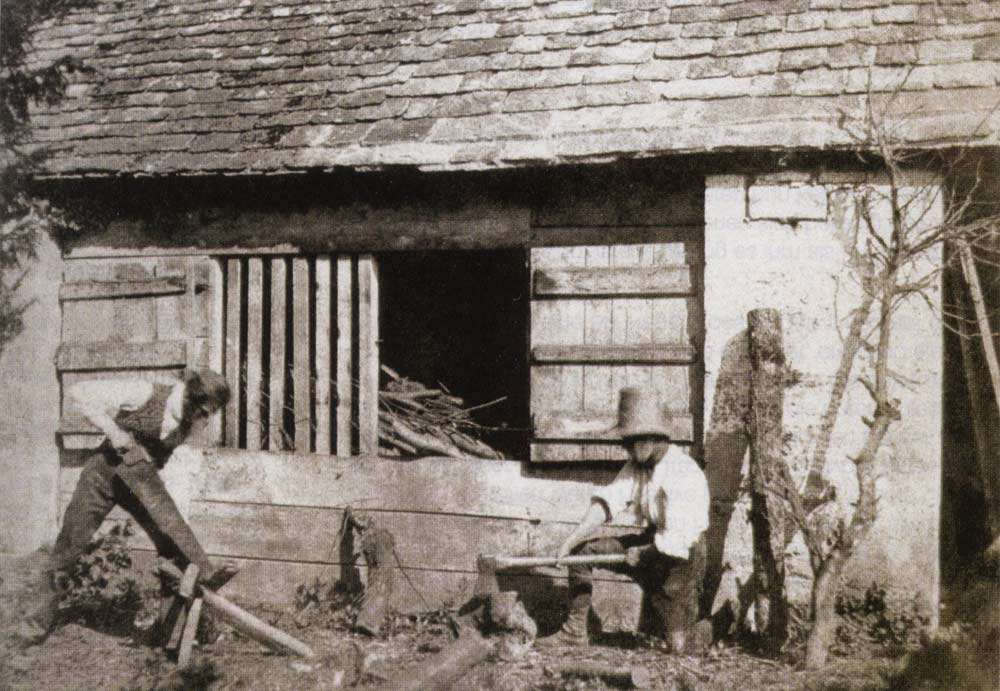
Image par calotype de William Henry Fox Talbot (vers 1843-1844).

Le calotype (du grec kalos, « beau » et typos, « impression »), ou calotypie, est un procédé photographique inventé par William Henry Fox Talbot et breveté en 1841. Il permet d'obtenir un négatif papier direct et donc de reproduire des images positives par simple tirage contact. Le procédé négatif-positif deviendra la base de la photographie argentique moderne.
En 1844, Talbot édite le premier livre illustré par la photographie, The Pencil of Nature (Le Crayon de la nature). Cet ouvrage contient vingt-quatre calotypes hors texte.
En France, c'est Louis Désiré Blanquart-Evrard qui réalise à Lille les premières impressions de photographies avec ce procédé.

## Obtention du négatif papier

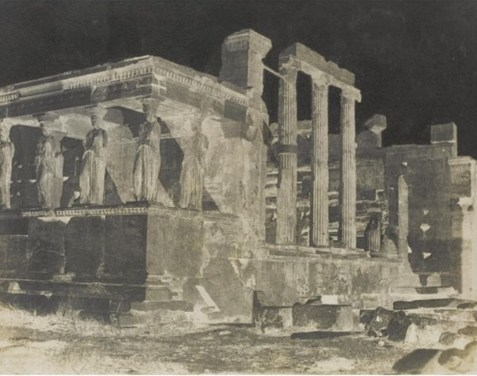
Un négatif calotype : George Wilson Bridges, Érechthéion, portique ouest, vers 1848.

Pour préparer le support photosensible qui sert au négatif, on enduit une feuille de papier à lettres glacé d'une solution de nitrate d'argent. Une fois sèche, on la plonge dans une solution d'iodure de potassium. Il se forme alors de l'iodure d'argent. La feuille peut être ensuite lavée à l'eau et séchée pour être stockée à l'abri de la lumière.
Pour faire une épreuve, il faut finir de préparer le support photosensible. La feuille de papier recouverte d'iodure d'argent est enduite d'un mélange d'acide gallique et de nitrate d'argent, que Talbot appelait « gallo-nitrate d'argent ».
La feuille est utilisée sèche ou encore humide dans la chambre noire. La durée de l'exposition varie de quelques secondes à quelques minutes, suivant l'éclairage et la couleur du sujet photographié. Après l'exposition, l'image est développée dans du gallo-nitrate d'argent, fixée avec une solution chaude d'hyposulfite de soude, puis lavée à l'eau, séchée et cirée.
Le négatif papier ainsi obtenu est de couleur grisâtre ou brun foncé. Les fibres du papier peuvent lui donner une apparence granuleuse, qui nuit à la qualité de l'image finale, comparée à celle du daguerréotype.

## Tirage du positif

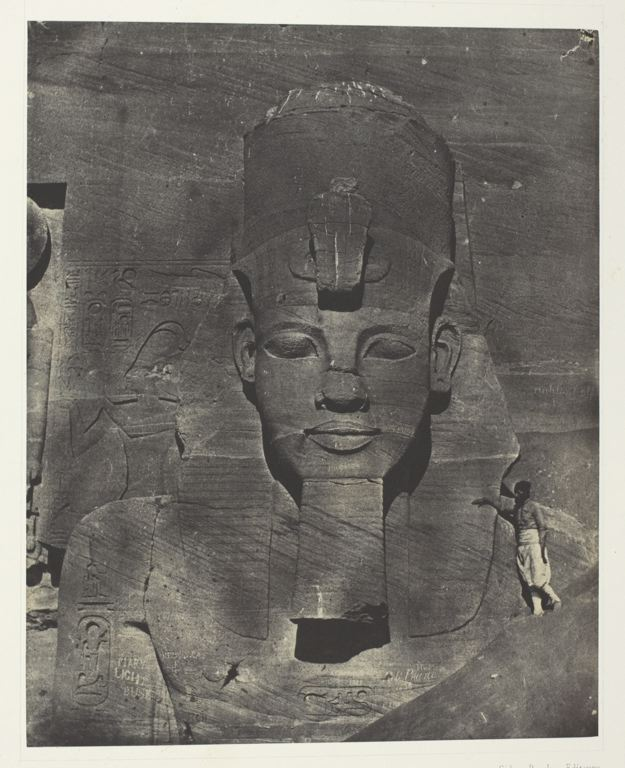
Maxime Du Camp, Ibsamboul (Abou Simbel), colosse médial du spéos de Phré, épreuve sur papier salé obtenue à partir d'un calotype négatif par procédé Blanquart-Evrard (1850).

La feuille de papier qui servira de support à l'image positive est d'abord mouillée dans une solution de sel de cuisine, puis, après un court séchage, enduite d'une solution de nitrate d’argent. Après séchage, elle peut recevoir une seconde couche de nitrate d'argent, pour augmenter sa sensibilité.
Le négatif papier est appliqué sur le support positif. Les deux feuilles sont maintenues en contact par pression dans un châssis, puis exposées à la lumière, négatif dessus, jusqu'à ce que l'image positive se forme sur la seconde feuille. Celle-ci est ensuite fixée avec de l'hyposulfite de soude, comme pour le négatif.
Talbot avait d'abord employé du bromure de potassium comme fixateur, avant d'adopter l'hyposulfite de soude, selon la technique qu’il avait apprise de Sir John Herschel. L’hyposulfite de soude, ou thiosulfate de sodium, possède la propriété de dissoudre les sels d’argent. Ce produit est encore utilisé aujourd’hui comme fixateur en photographie argentique.

## Photographes ayant utilisé ce procédé
- Robert Adamson
- Olympe Aguado
- Frederick Scott Archer
- Édouard Baldus
- Auguste Bartholdi
- Hippolyte Bayard
- Richard Beard
- Gustave de Beaucorps
- Henry Collen
- Eugène Delacroix
- Édouard Delessert
- Benjamin Delessert
- Maxime Du Camp
- Eugène Durieu
- Luis García Hevia
- David Octavius Hill
- Victor Hugo
- Gustave Le Gray
- Henri Le Secq
- Louis Adolphe Humbert de Molard
- Charles Marville
- Léon-Eugène Méhédin
- Charles Nègre
- Eugène Piot
- Victor Regnault
- Louis-Rémy Robert
- Félix Teynard

## Expositions
- 10 décembre 1965 - 16 janvier 1966 : Die Kalotypie in Frankreich. Beispiele der Landschafts-, Architektur- und Reisedokumentationsfotografie, Musée Folkwang, Essen[2].
- 20 juin - 24 juillet 1979 : À l'origine de la photographie, le calotype au passé et au présent, Bibliothèque nationale, Paris[3].
- 1992 : Gustave de Beaucorps, 1825-1906. Calotypes : "l'appel de l'Orient", 1858-1861, Musée de l'Échevinage, Saintes ; puis Musée Sainte-Croix, Poitiers[4].
- 19 octobre 2010 - 16 janvier 2011 : Primitifs de la photographie : le calotype en France, 1843-1860, Bibliothèque nationale de France, Galerie Mansart, Paris, exposition organisée en partenariat avec la Société française de photographie[5],[6].